# Cancridae
Famille
Les Cancridae sont une famille de crabes. Elle comprend 31 espèces actuelles et près de 70 fossiles dans 16 genres dont dix fossiles.
Elle a été créée par Pierre André Latreille (1762-1833) en 1802.
Le nom de la famille vient de celui du genre Cancer, qui signifie « crabe » en latin. Il est à l'origine des termes cancer, carcinome ou carcinologie, utilisés en médecine.

## Liste des genres
D'après World Register of Marine Species (11 mars 2016) :
- genre Anatolikos Schweitzer & Feldmann, 2000 -- 2 espèces actuelles
- genre Cancer Linnaeus, 1758  -- 14 espèces
- genre Glebocarcinus Nations, 1975 -- 2 espèces
- genre Metacarcinus A. Milne-Edwards, 1862 -- 5 espèces
- genre Platepistoma Rathbun, 1906 -- 7 espèces
- genre Romaleon Gistel, 1848 -- 7 espèces
- genre fossile † Anisospinos Schweitzer & Feldmann, 2000
- genre fossile † Ceronnectes De Angeli & Beschin, 1998
- genre fossile † Cyclocancer Beurlen, 1958
- genre fossile † Microdium Reuss, 1867
- genre fossile † Notocarcinus Schweitzer & Feldmann, 2000
- genre fossile † Santeecarcinus Blow & Manning, 1996
- genre fossile † Sarahcarcinus Blow & Manning, 1996
- genre fossile † Lobocarcininae Beurlen, 1930
- genre fossile † Lobocarcinus Reuss, 1857
- genre fossile † Miocyclus Müller, 1978
- genre fossile † Tasadia Müller, in Janssen & Müller, 1984

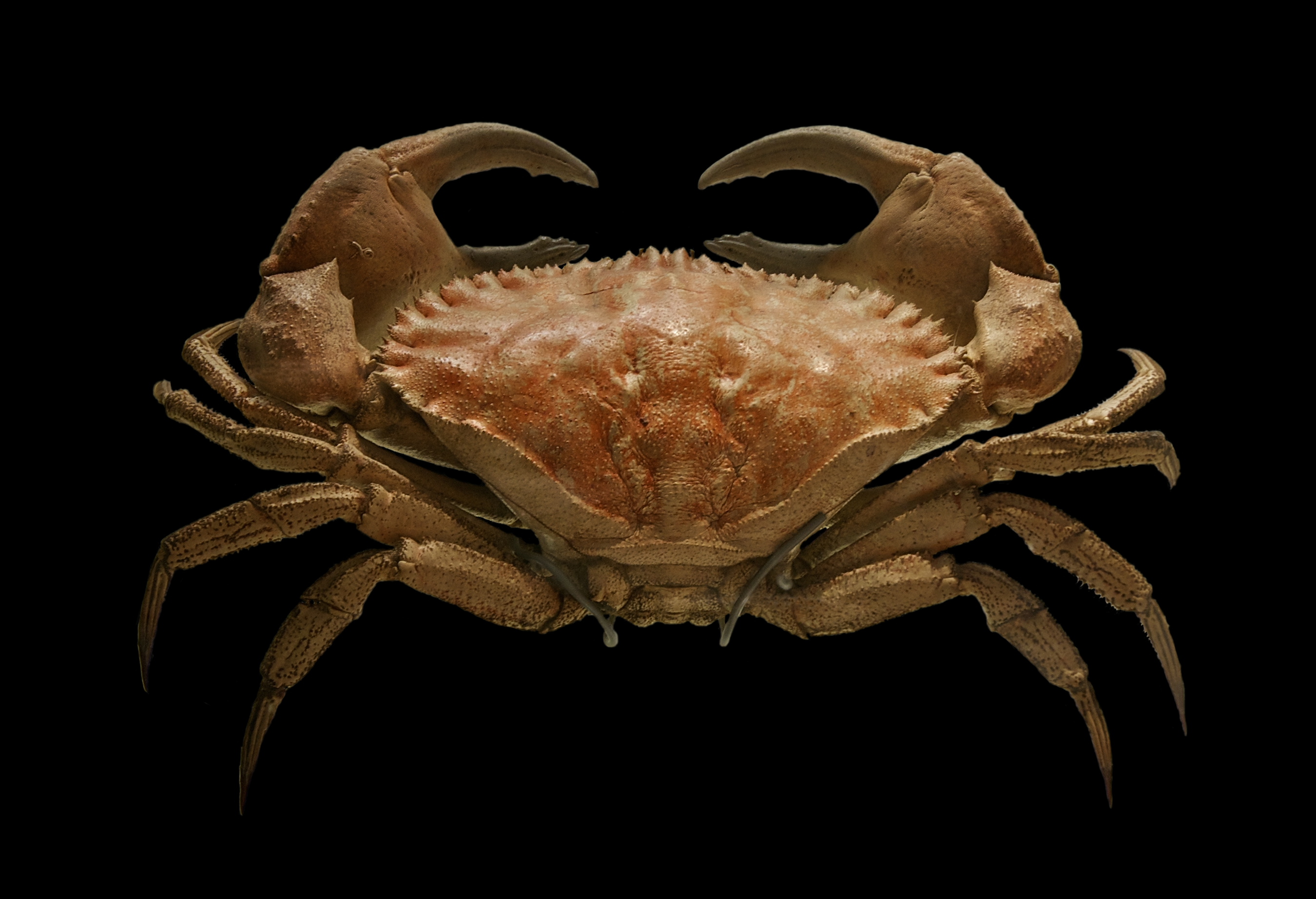
Cancer bellianus
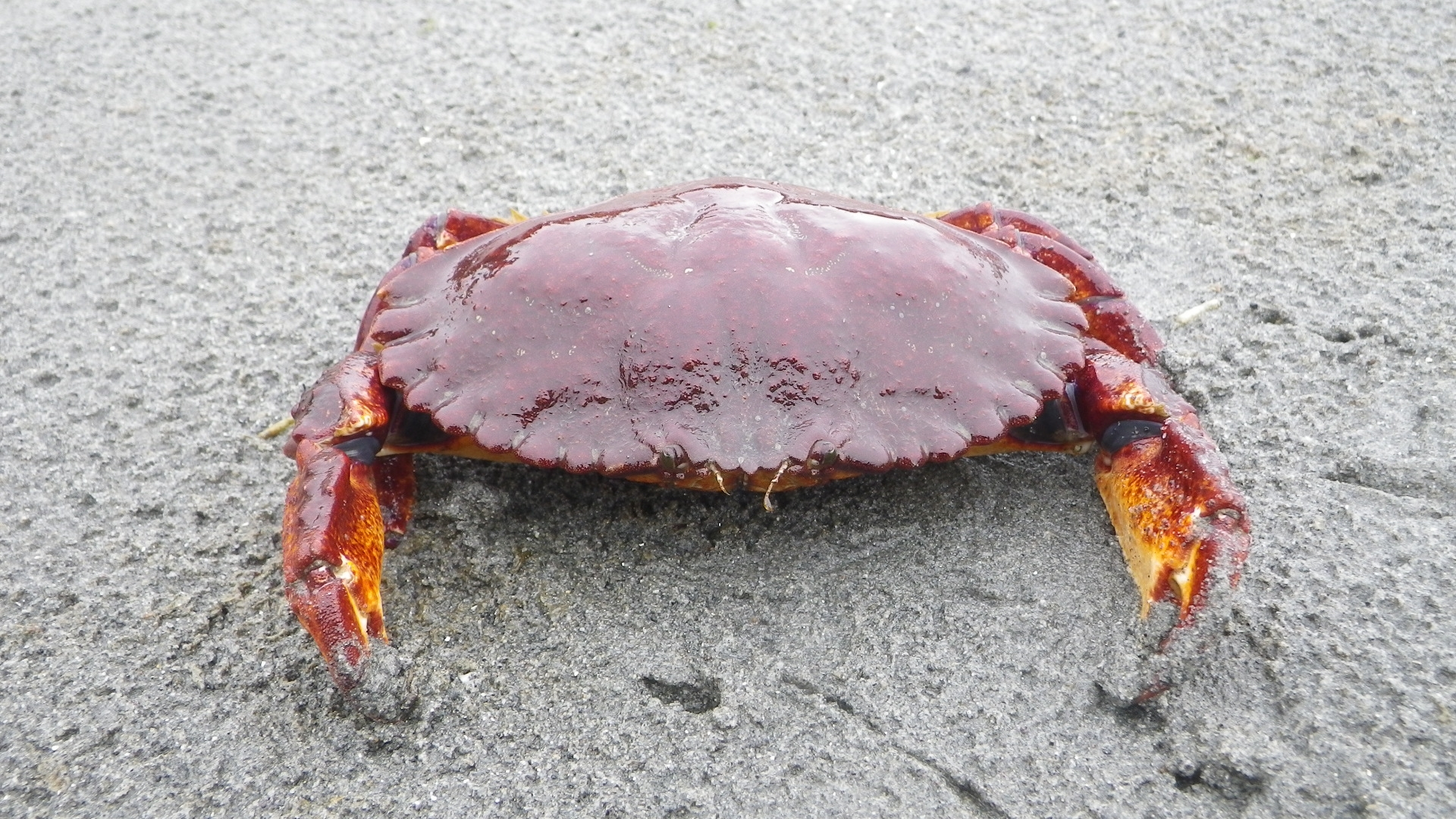
Romaleon antennarium
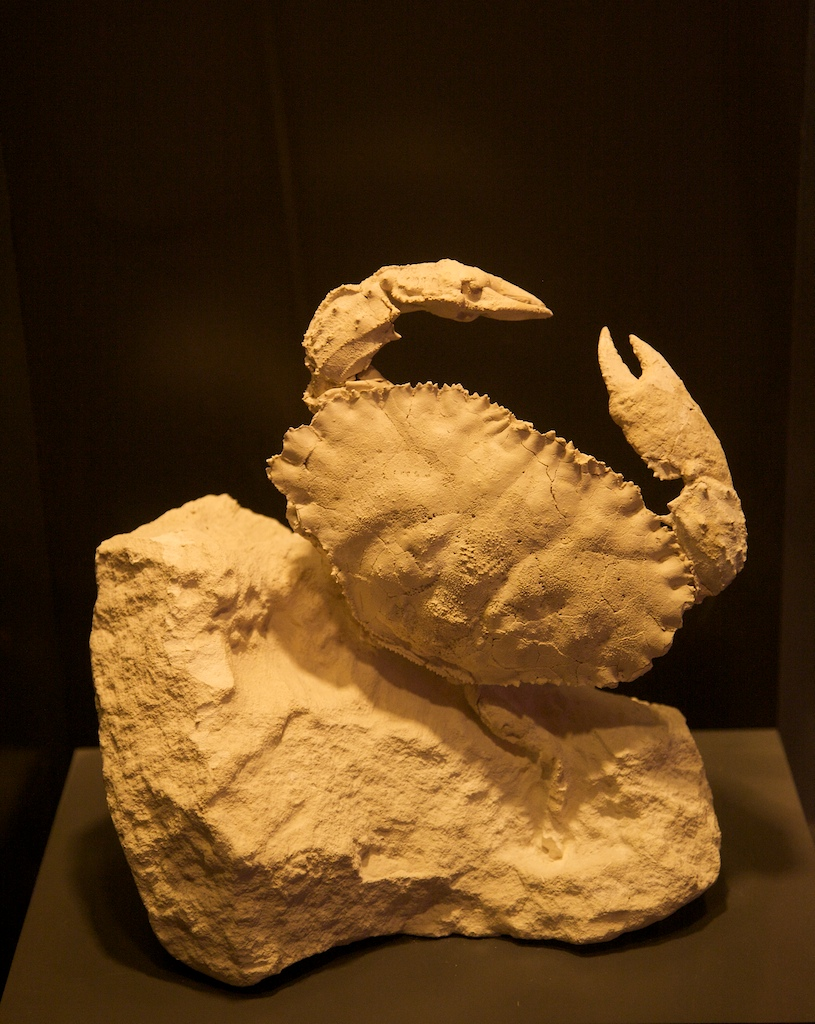
Fossile de Lobocarcinus sismondai

## Référence
- Latreille, 1802 : Histoire naturelle, générale et particulière des Crustacés et des Insectes. vol. 3. p. 1-467.

## Source
- Ng, Guinot & Davie, 2008 : Systema Brachyurorum: Part I. An annotated checklist of extant brachyuran crabs of the world. Raffles Bulletin of Zoology Supplement, n. 17, p. 1–286.
- De Grave & al., 2009 : A Classification of Living and Fossil Genera of Decapod Crustaceans. Raffles Bulletin of Zoology Supplement, n. 21, p. 1-109.